# Contributo integrativo
Il contributo integrativo è un contributo obbligatorio per le assicurazioni obbligatorie ossia una imposta indiretta, di finanziamento dei sistemi pensionistici obbligatori gestiti dalle casse di previdenza dei liberi professionisti trasformate ai sensi del D.Lgs. 509/1994 o nate ai sensi del D.Lgs. 103/1996. L'ammontare è dato dal prodotto dell'aliquota contributiva pensionistica di finanziamento applicata sulle prestazioni di servizi sia in Italia che all'estero, eseguiti da liberi professionisti iscritti agli enti o da società o dipendenti iscritti ad altra forma di previdenza obbligatoria, che forniscono le stesse prestazioni di servizi riservate ai liberi professionisti.
Questa imposta indiretta a favore degli enti previdenziali, grava quindi sul cliente ed è riscossa dal fornitore della prestazione professionale allo stesso modo dell'I.V.A., solo che anziché essere versata allo Stato, è versata ad una pubblica amministrazione che gestisce la previdenza di primo pilastro in base alle leggi vigenti. Il contributo integrativo è quindi pagato dal sostituto d'imposta che può essere l'iscritto o una società non iscritta o un dipendente non iscritto, con diritto di rivalsa da esercitare con la ripetizione sul debitore committente cui è stata fornita la prestazione professionale di servizi. Il contributo integrativo non  è assoggettabile all'IRPEF e non concorre quindi alla formazione del reddito professionale, ma è assoggettato all'IVA concorrendo quindi alla formazione del volume d'affari.

## Applicazione
Il contributo integrativo, serve per finanziare gli enti previdenziali gestori di sistemi pensionistici senza copertura patrimoniale, andando direttamente ad integrare il patrimonio netto dell'ente.
A seguito del versamento del contributo integrativo, al soggetto iscritto all'ente restano imputati i contributi figurativi individuali. Nel caso in cui si utilizzano i relativi contributi figurativi per la determinazione delle prestazioni previdenziali, nasce a carico dell'ente un debito pensionistico latente in quanto il patrimonio non copre i versamenti nel caso di sistemi pensionistici senza copertura patrimoniale.

### Leggi
- Legge 8 agosto 1995, n. 335, in materia di "Riforma del sistema pensionistico obbligatorio e complementare."

### News
- Laura Cavestri, Fornero: le Casse non hanno sostenibilità a 50 anni, in Il sole 24 ore. URL consultato il 29 marzo 2013.
- Pensioni: Fornero, non pensabile siano più lunghe della vita lavorativa, in ASCA. URL consultato il 3 aprile 2013 (archiviato dall'url originale il 25 ottobre 2013).
- Se il Pil crolla le pensioni calano a picco, in La Repubblica. URL consultato il 12 aprile 2013.

### Web
- Sistemi finanziari di gestione dei fondi previdenziali e metodi di calcolo delle prestazioni, su docs.google.com. URL consultato il 20 marzo 2013.
- EVOLUZIONE DELLA LEGISLAZIONE PENSIONISTICA DI BASE, su lavoro.gov.it. URL consultato il 4 aprile 2013 (archiviato dall'url originale il 30 aprile 2013).
- Carlo A. Bollino, Elementi di economia politica, 4ª ed., Morlacchi Editore, 2008, ISBN 88-89422-38-6.